# Nilakka
Nilakka är en sjö i kommunerna Pielavesi, Tervo och Keitele i landskapet Norra Savolax i Finland. Sjön ligger 102,3 meter över havet. Den är 21,74 meter djup. Arean är 168,98 kvadratkilometer och strandlinjen är 357,81 kilometer lång. Sjön  ingår i Kymmene älvs huvudavrinningsområde.   Den ligger omkring 48 kilometer väster om Kuopio och omkring 320 kilometer norr om Helsingfors. 
Sjön är Finlands 25:e till storleken. Nilakka sträcker sig från nordvästlig riktning mot sydost och är 40 km lång och cirka 10 km bred på det bredaste stället. Sjön har ungefär 150 öar, däribland Rusinsaari. I sjön finns ett antal farleder, som dock numera bara används av fritidsbåtar. Tidigare trafikerades sjön av timmerbåtar och små handelsfartyg, vilket upphörde när det blev lönsammare att frakta gods med lastbil och tåg.

## Geologi
Nilakkas botten och omgivande berggrund är inte helt kartlagd. Troligtvis består berggrunden av sedimentära bergarter som täckts med avlagringar från kvartärtiden. Fynd av järnmalm har gjorts på botten av sjön, dock i så små mängder att produktion inte lönar sig.[källa behövs]